# Guerra civil galáctica
La guerra civil galáctica fue un conflicto armado ficticio que tuvo lugar en la galaxia de Star Wars que estalló cuando diversas células rebeldes fundaron la Alianza Rebelde para sublevarse contra el Imperio Galáctico.

## Prólogo
Luego de que los Sith eliminaran a los Jedi, la República Galáctica se convirtió en el primer Imperio Galáctico. Palpatine se autoproclama Emperador, en presencia del Senado Galáctico. El emperador Palpatine ejecutaba con el apoyo total del Senado una serie de leyes y purgas que hacía pensar que el imperio era indestructible. Al parecer, Palpatine seguía haciéndolo todo dentro del marco de la legalidad, con dicho apoyo del Senado (quien no lo apoyaba era encarcelado o ejecutado).
Con el control militar, un Senado dócil, los Jedi y senadores opositores barridos, el Imperio se acomodó en la galaxia, multiplicando territorio y poder rápidamente. Los opositores eran pocos. La primera gran manifestación contra la legalización de la esclavitud fue aplastada al aterrizar una nave imperial sobre ellos. 
Cuando las rebeliones y células se fueron uniendo, llegó el momento del Tratado de Corellia, tres años antes de la batalla de Yavin. Las tres rebeliones principales se organizaron y unieron bajo el mando de Bail Organa y Mon Mothma.
Comenzó realmente la guerra civil galáctica y la Alianza Rebelde.

## Causas
La guerra fue, en su nivel más básico, simplemente una revuelta contra el régimen autoritario del Imperio Galáctico gobernado por el Emperador Palpatine, quien, desconocido para la gran mayoría de la población de la galaxia de Star Wars, era en realidad un Lord Sith que diseñó la destrucción de la Orden Jedi, y trató de sustituir a la República Galáctica con un régimen nuevo y más potente.
Durante su ascenso al poder en los últimos días de la Antigua República, algunos senadores se alarmaron por la centralización del poder en manos de Palpatine. Con su gobernanza del sector en el Decreto, publicado poco antes del final de las Guerras Clon, Palpatine fue capaz de hacer que el Senado fuera prácticamente impotente. Se le dio el poder de nombrar gobernadores personalmente para descartar las diversas regiones de la galaxia, mientras que eran nominalmente subordinados al Senado, en realidad, Palpatine sólo respondió a sí mismo. Desde que Palpatine personalmente podría nombrarlos, podría llenar las posiciones con sólo los hombres más leales.
Como se muestra en la novelización de La Venganza de los Sith, en respuesta al decreto, cerca de dos mil senadores, entre ellos los senadores influyentes, como Bail Organa, Mon Mothma y Padmé Amidala, emitieron una petición para solicitar la restauración del Senado y remover a Palpatine del poder (aunque en las escenas eliminadas del DVD La Venganza de los Sith, vemos a los senadores pensar en la rebelión). Palpatine no sólo ignora la petición, eventualmente ordenar la detención de muchos de los firmantes, acusándolos de ser traidores. Los que no fueron arrestados se vieron obligados a apoyar abiertamente las políticas de Palpatine, sin embargo, esos senadores pudieron iniciar en secreto un complot contra Palpatine y el nuevo Imperio Galáctico. Ese acontecimiento, así como la Gran Purga Jedi - la casi eliminación de la Antigua Orden Jedi(orquestada por Darth Sidious y Anakin Skywalker - quien por entonces se había convertido en Darth Vader) que siguieron - ayudó a preparar el escenario para la Guerra Civil.
La Guerra Civil Galáctica podría decirse que comenzó con la emisión de la Orden 66 y el inicio de la Gran Purga Jedi, aunque no está claro que exista una importante resistencia armada organizada al gobierno del Imperio hasta la firma del Tratado de Corellia por los exsenadores de la República Mon Mothma, Bail Organa y menos de 2 años antes de la Batalla de Yavin, que detallaron sus quejas contra Palpatine y proclamaron su decisión de derrocarlo. La guerra comenzó inicialmente con el Imperio en el control de la mayor parte de la galaxia y al mando de un ejército enorme; la Alianza en comparación con pocos recursos y fuerzas, fue constantemente derrotado en cada batalla en los primeros años de la guerra.

## El Inicio de la Rebelión
La Alianza Rebelde fue descubierta por el Imperio poco antes de la Batalla de Danuta. El Imperio capturó y encarceló a muchos rebeldes para ser interrogados y torturados en la Estrella de la Muerte. Los rebeldes escaparon de sus celdas y provocaron un levantamiento en el estación de batalla. Mientras que la mayoría de los rebeldes murieron, algunos lograron escapar. Los rebeldes fueron capaces de encontrar una debilidad en la Estrella de la Muerte, destruyéndola en la batalla de Yavin. Antes de esta batalla, sin embargo, la Estrella de la Muerte fue utilizado en la destrucción del planeta Alderaan como una estrategia para sacar la verdadera base rebelde de Yavin IV. Por la destrucción del planeta, se afirmó murieron cerca de dos mil millones de vidas, incluida la de la influyente senador Bail Organa.
A pesar de su gran éxito en Yavin IV, como se dijo en la inauguración de El Imperio Contraataca, los rebeldes luego sufrieron una "época oscura", aunque la estrella de la muerte había sido destruida, el ejército y la armada imperial eran enormes y se mantuvo intacto. La Alianza se vio obligada a trasladarse de Yavin y huir por los próximos tres años, mientras que el ejército imperial los persiguió a través de la galaxia. Con el tiempo fueron capaces de crear una nueva base en el planeta Hoth, sin embargo, la nueva base pronto fue descubierta por el Imperio, y posteriormente destruida en la Batalla de Hoth. Después de la batalla, las fuerzas rebeldes sobrevivientes se vieron obligadas a permanecer a bordo de buques en las afueras de la galaxia (como se ve al final de El Imperio Contraataca).

## Detrás de las Escenas
La Alianza Rebelde se benefició de la opresión del Imperio, en cierto modo, ya que muchos individuos  se pasaron a su lado. Los comandantes cualificados procedentes de la Antigua República como Jan Dodonna llevó a los militares de la Alianza, en particular en la batalla de Yavin. La deserción de la Corporación Incom siempre que la Alianza usara la valiosa X-wing. En el universo expandido, se afirma que el Imperio fue muy racista hacia los no-humanos, ni siquiera va a la medida en lo de esclavizar a razas como los Wookies, por tanto, algunas de estas razas no humanas se dedicó a la Alianza.
Darth Sidious fue capaz de utilizar el surgimiento de la Alianza como una amenaza y concentrar aún más su propio poder, una capacidad de astucia que había demostrado en el pasado. Después de los acontecimientos de Danuta, Sidious ordenó la disolución definitiva del Senado, lo que permite a sus gobernadores tener un control directo sobre sus territorios. Mientras que el ejército imperial se fortaleció aún más, con armas cada vez más poderosas y los buques que estaban inventando.
Con el Jedi en formación Luke Skywalker teniendo un papel fundamental en la batalla de Yavin, se le considera una amenaza importante por Sidious, como un Lord Sith, debido a qué sólo un Jedi realmente podrían poner en peligro su reinado y Luke finalmente demostró que tenía potencial para ser un poderoso Jedi como su padre. En el Imperio Contraataca, Sidious y su discípulo Darth Vader se ponen de acuerdo en que Skywalker deben unirse a ellos o morir. En Bespin, sin embargo, Vader reveló que él es el padre de Skywalker y conspiró para aliarse con Skywalker con el fin de derrocar a Palpatine. Aunque Skywalker en última instancia, se niega a la oferta, la relación de Vader con Skywalker más tarde desempeñaría un papel importante en la caída del Imperio.

## Batallas
- Batalla de Rhen Var: El Imperio y la Rebelión se enfrentan en una de sus primeras batallas por un puesto de comunicaciones. 1 ABY.

- Batalla de Tropawa: Se consiguen los planos de la Estrella de la Muerte 1 ABY.

- Batalla de Polis Massa: Lord Darth Vader y su escuadrón de la muerte irrumpen en un asentamiento rebelde en el sistema en busca de unos falsos planos de la Estrella de la Muerte. Tras una brutal contienda ganan los imperiales. 1 ABY.

- Batalla de Tatooine: Se buscan los planos y el Destructor imperial 'Devastador' ataca al `Tantive IV`. Una vez en tierra buscan colaboradores rebeldes entre Mos Eisley y las granjas donde hay una batalla. 1 ABY.

- Batalla de Yavin: Se destruye la Estrella de la Muerte y Luke Skywalker, los Bothan y los Mon Cala se unen a la Alianza Rebelde. 0 BY.

- Segunda Batalla de Yavin: Los rebeldes deben huir del planeta 1 DBY.

- Batalla de Jabiim: Circarpous y muchos sistemas comienzan a pasarse a la Rebelión, que obtiene una red espía y militar increíble. 2 DBY.

- Batalla de Hoth: Los rebeldes huyen de los imperiales y se les inflige su más dura derrota. 3 DBY.

- Batalla de Bespin: Huida de líderes rebeldes y confrontación con habitantes y soldados de la Alianza Rebelde ante la ocupación imperial. 3 DBY.

- Batalla de Gall: 3 DBY.

- Batallas sobre Dubrillion, Kothlis, Fondor, Geonosis y algún otro mundo por parte del Rogue Squadron en busca de más armas, suministros o protección: 3 DBY.

- Revuelta del Gran Almirante Demetrius Zaarin: El Gran Almirante traiciona al Emperador e inicia una guerra interna contra él, eliminando gran parte de la flota imperial, incluyendo los nuevos TIE Defensores, facilitando así, la posterior victoria de la Alianza. Thrawn es nombrado Gran Almirante tras matar a Zaarin. 4 DBY

- Batalla de Endor: Un pequeño grupo de rebeldes llega a la luna de Endor y con la ayuda de los ewoks derrotan a los imperiales y destruyen el escudo de la segunda Estrella de la Muerte construida en la órbita de la luna sagrada de ese planeta. La flota rebelde y la imperial siguen el combate hasta la muerte de los Sith, la destrucción de la segunda Estrella de la Muerte y la victoria rebelde. 4 DBY.

## Tras La Batalla de Endor
En el Nuevo Canon o Canon de Disney tras la compra de Star Wars en 2012, y al igual que en el Antiguo Universo Expandido o antiguo Canon, ahora conocido como Legends, Endor no marcaría el fin de la guerra, esta se extendería un año más, si bien Disney no mostró una serie o película del año de guerra restante, sí que podemos encontrar material de dicho año faltante inicialmente en la "Trilogía de Star Wars: Aftermath" que son novelas publicadas entre 2015 y 2017, así como en los videojuegos "Star Wars Battlefront II (videojuego de 2017)" y en "Star Wars: Squadrons" que muestran desde varias perspectivas algunas cosas que ocurrieron durante el año de guerra tras Endor, como fue el caso de la Operación Ceniza y La Batalla de Jakku
En Legends las cosas son más complicadas pero lo que se puede decir es que a diferencia del Canon de Disney, en el Universo Expandido, la guerra Duraría quince años más con decenas de novelas y cómics por todos lados que contarían historias tras la batalla de Endor, lo que llevaría a la victoria definitiva de la Nueva República en el 19 DBY, eh aquí unas batallas cruciales de Legends tras Endor
- Batalla de Bakura entre imperiales y rebeldes que acaban aliados: 4 DBY.

- Batalla de Borleias: 6 DBY.

- Batalla de Coruscant y caída ante la Nueva República: 7 DBY.

- Campañas del Señor de la Guerra Zsinj: 8 DBY.

- Campañas del Gran Almirante Thrawn: Batallas de Sluis Van, Obroa Skai, Coruscant y Wayland. 9 DBY.

- Campañas del Emperador Clon: Batallas por Coruscant, Byss y Da Soocha V. 10 y 11 DBY.

- Ataques de Daala: 11 DBY.

- Batalla de la Praxeum en Yavin 4:  Sectarios del lado oscuro y el Imperio atacan a los Jedi sin éxito. 14 DBY.

- Paz definitiva: 19 DBY.